# Hard Boiled (1992)
Hard Boiled (Hanzi: 辣手神探) is een misdaadfilm uit Hongkong in het heroic bloodshed-genre met in de hoofdrollen Chow Yun-Fat en Tony Leung uit 1992. Het was de laatste Hongkongfilm van filmregisseur John Woo, die hierna vertrok naar Hollywood. De film is vooral bekend van de slotscène: een meer dan een half uur durende massale schietpartij in een ziekenhuis.

## Verhaal
Tequila (Chow Yun-Fat) is een keiharde politieman die zijn partner verliest bij een schietpartij met wapensmokkelaars. In zijn poging de verantwoordelijken op te pakken komt hij in aanraking met Tony (Tony Leung), een undercoveragent die in de door misdaadbaas Johnny Wong (Anthony Wong) geleide triade is geïnfiltreerd.

## Rolbezetting
Hoofdpersonages:
| Acteur         | Personage        |
| -------------- | ---------------- |
| Chow Yun-Fat   | Tequila          |
| Tony Leung     | Tony             |
| Anthony Wong   | Johnny Wong      |
| Philip Kwok    | Mad Dog          |
| Teresa Mo      | Teresa Chang     |
| Philip Chan    | Commissaris Pang |
| Bowie Lam      | Benny/Ah Lung    |
| Bobby Au-Yeung | Lionheart        |

De film werd in 1993 genomineerd voor twee Hong Kong Film Awards, waarvan het er één won.